# FMS Wertmanagement
La FMS Wertmanagement en Múnich es el Banco malo más grande de Alemania. Fue constituido el 8 de julio de 2010 con el objectivo la desinversión de todos sus activos, maximizando su rentabilidad. Los activos proceden del Banco Hypo Real Estate que fue nacionalizado por el gobierno federal alemán en 2009. Es una agencia de derecho public dependiente del FMSA, Agencia Federal para la estabilización de los mercados financieros.

## Desinversión
La agencia es responsable de la desinversion de 173 Mil millones de activos tóxicos. En un periodo de 10 años tendría que vender 70% de los activos

## Crisis de la deuda soberana europea
El banco tiene una exposición de unos 10,8 mil millones a Grecia (7,4 mil millones de bonos del estado griego)